# 沁州黄小米

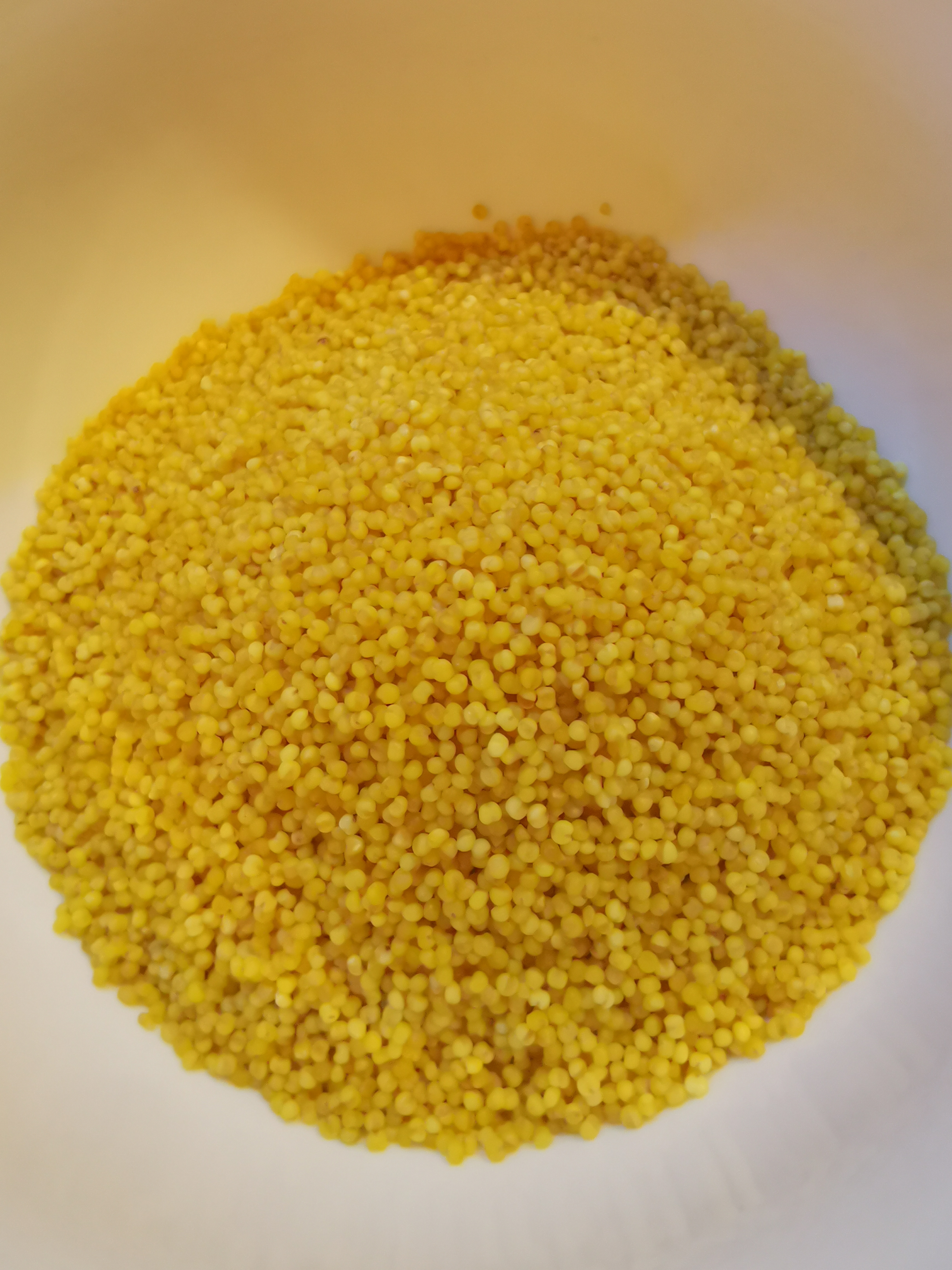
山西沁州黄小米

沁州黄小米，也称沁州黄，是中华人民共和国山西省长治市沁县的一个土特产小米。

## 特点
沁县在古代称为沁州，沁州黄原产于山西沁县次村乡一些村庄的旱坡地，因其形体金黄、味道香美、营养丰富，在山西广为流传。民国四年（1915年），沁州黄在美国旧金山召开的庆祝巴拿马运河通航太平洋的巴拿马万国博览会上获金奖。1986年4月，在河北石家庄举行的全国赛米会上，被评为一级优质米，荣获“全国最佳小米”称号。1988年4月在河南洛阳举行的赛米会上，沁州黄小米再次问鼎。1993年，获得山西省首届农业博览会金奖。

## 保护
2002年11月15日，国家质量技术监督局发布2002年第115号公告，受理了沁州黄小米原产地域产品保护的申请。2003年8月7日，国家质量技术监督局发布2003年第75号公告，通过申请审查，批准对沁州黄小米实施原产地域产品保护。其范围包括沁县的牛寺乡、段柳乡、松村乡、次村乡、南里、南泉乡、杨安乡、漳源镇、定昌镇、新店镇、册村镇、郭村镇、故县镇；武乡县的涌泉乡、故城镇、丰州镇；襄垣县的虒亭镇、王村镇以及屯留县的吾元镇。2016年12月29日，由沁县沁州黄产业开发服务中心申请，获得农业部产品登记地理标志称号。